# Biserica „Sfântul Gheorghe” - Vechi din Ploiești
Biserica „Sfântul Gheorghe” - Vechi este o biserică de cult ortodox românesc aflată în zona centrală a municipiului Ploiești din România, pe bulevardul Independenței, care leagă piața centrală a orașului de Gara de Sud. Este cunoscută pentru turnul-clopotniță, clasificat ca monument istoric (cod LMI PH-II-m-A-16269) și datând din anii 1830–1831, deși biserica propriu-zisă a fost demolată și reconstruită de atunci, nemaipăstrând niciun aspect care să-i confere statut de clădire-monument.
Tradiția locală și unele date aflate în arhiva parohiei atestă faptul că această biserică ar fi fost construită din lemn, încă de prin anul 1600, de către plăieșii lui Mihai Viteazu. "Biserica Plăieșilor", cum i se mai spunea, avea hramul "Duminica Tuturor Sfinților".
Construită din lemn, biserica nu a rezistat decât până în prima jumătate a secolului al XVlll-lea, când un negustor înstărit, Gheorghe Tudor-Semingiu, a ridicat pe locul său o biserică nouă, din caramidă, cu hramul "Sfântul Gheorghe", păstrandu-l și pe cel inițial.
Creșterea impetuosă a populației, a făcut ca și această biserică să devină neîncăpătoare. Credincioșii parohiei s-au unit și între anii 1830-1832, au zidit un lăcaș nou, din caramidă, în formă de cruce. Biserica și-a păstrat hramul "Sfântul Gheorghe" și a fost sfințită la 27 decembrie 1832. La 5 mai 1944, o bombă lansată de aviația anglo-americană, a căzut pe biserică, provocând mari stricăciuni. Biserica a fost restaurată și resfințită la 23 martie 1946.

Seismul din 4 martie 1977 a produs multe deteriorări și au fost necesare lucrări de consolidare.